# Kamochi Masazumi

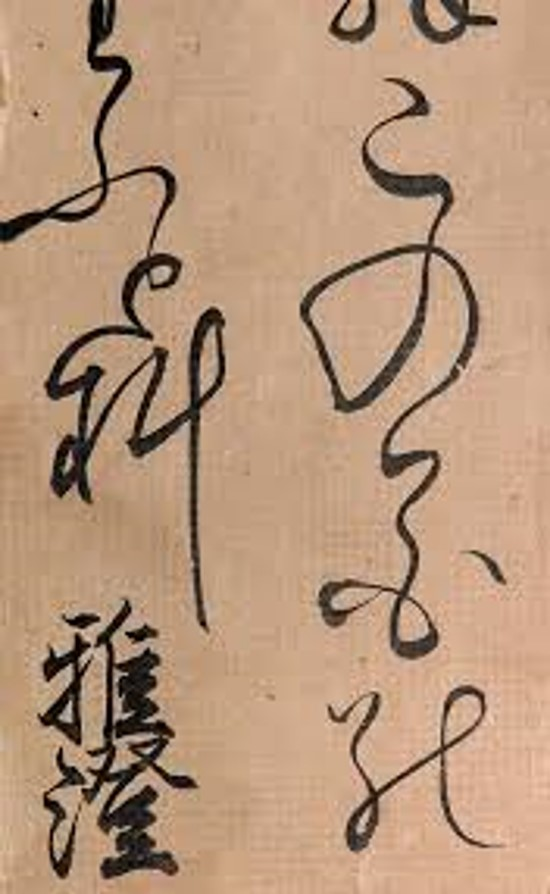
Kamochi Masazumi Text mit Signatur

Kamochi Masazumi (japanisch 鹿持 雅澄; geboren 29. Mai 1791 im Dorf Fukui, Kreis Tosa, Provinz Tosa; gestorben 25. September 1858) war ein japanischer Gelehrter der späten Edo-Zeit, bekannt für seine Forschungen zum „Man’yōshū“.

## Leben und Wirken
Kamochi Masazumi wurde als Sohn in einer Samurai-Familie des Tosa-Klans geboren. Er nannte sich zuerst Yanagimura Genta (柳村 源太), nannte sich aber auch Asukai Fukasumi (飛鳥井 深澄), Fujiwara Tarō Masazumi (藤原 太郎雅澄) und so weiter. Er arbeitete unter anderem als Steuereintreiber, Pförtner, Tsukiyama-Wächter (築山番), Grabwächter der Feudalherren. Obwohl Kamochi ein niedriges Gehalt und einen niedrigen Status hatte, wurde er wegen seines akademischen Talents anerkannt. 1821, im Alter von 31 Jahren, unterrichtete er die Familie des Klans in Poesie und Kalligraphie und eröffnete außerdem eine Privatschule für die Kinder des Klans.
In seiner Jugend wurde Kamochi Schüler von Miyaji Nakae  (宮地 仲枝; 1768–1841), einem konfuzianischen Gelehrten des Clans. Daneben studierte das „Man’yōshū“, größtenteils alleine. Er vollendete 1856 sein Lebenswerk, 141 Bände, die er unter dem Titel „Man’yōshū Kogi“ (万葉集古義) publizierte. Basierend auf 95 Bänden mit Kommentaren zum Text des Man’yōshū hat er weitere, umfangreiche Forschungsbücher geschrieben, darunter
- 5 Bände „Makura kotoba“ (枕詞) – „Kopfkissen-Worte“, 5 Bände,
- 3 Bände „Jimbutsu-den“ (人物伝) „Charakterbiografien“, 3 Bände,
- 5 Bände „Shinamono wakari“ (品物解) – „Erläuterungen zu Waren“, 5 Bände, und
- 6 Bände „Meisho kangae“ (名所考) – „Ansichten berühmter Orte“, 6 Bände.

Man kann sagen, dass es einen Höhepunkt der Man’yōshū-Untersuchungen der Frühen Neuzeit darstellt, mit umfangreicher Verwendung von Beispielen und der Entdeckung von Erfindungen durch sorgfältige Forschung. Darüber hinaus gibt es eine Gedichtsammlung Kamochis „Sansaishu“ (山斎集).